# درویش‌خان
درویش‌خان با نام اصلی غلامحسین درویش (۱۲۵۱ تهران – ۲ آذر ۱۳۰۵ تهران) از هنرمندان نامی و استادان موسیقی سنتی ایرانی در اواخر دوره قاجاریان است که از افراد صاحب سبک و تأثیرگذار بر موسیقی ایرانی در این دوره به‌شمار می‌رود. از او آثار مشهوری مانند تصنیف بهار دلکش، تصنیف ز من نگارم و چند رنگ و پیش‌درآمد به‌جا مانده است. درویش‌خان همچنین رهبر ارکستر کنسرت‌های انجمن اخوت که به حمایت صفاعلی ظهیرالدوله انجام می‌شد، بود.
از او دو صفحه با همکاری چند نوازنده و خواننده دیگر نیز به‌جا مانده است. وی را از ایجادکنندگان و گسترش‌دهندگان پیش‌درآمد در موسیقی ایرانی می‌دانند. همچنین درویش‌خان به عنوان نخستین قربانی سوانح رانندگی در ایران شناخته می‌شود.

## زندگی
غلامحسین درویش به سال ۱۲۵۱ هجری خورشیدی در تهران زاده شد. پدرش حاجی بشیر از اهالی زیدشت طالقان و مادرش از ترکمانان بود. پدر او کمی با موسیقی آشنا بود و سه‌تار هم می‌نواخت و غلامحسین فراگیری ابتدایی موسیقی را نزد او آغاز کرد.
علت شهرت وی به نام درویش‌خان این بود که پدرش هنگام صدا زدن وی، از لفظ «درویش» استفاده می‌کرد و همین نام بعدها به عنوان نام خانوادگی غلامحسین برگزیده شد و او به درویش‌خان یا غلامحسین‌خان درویش معروف شد.

## فعالیت
- مدرسه موزیک دارالفنون

پدر درویش‌خان به سبب علاقه‌مندی به هنر موسیقی و آشنایی اجمالی با تار و سه‌تار، کودکش را به مدرسه موزیک دارالفنون سپرد و درویش‌خان در آنجا به فراگرفتن خط موسیقی، نواختن شیپور و طبل کوچک مشغول شد.
- موزیک ملیجک

در دربار ناصر الدین شاه مردی بود به نام میرزا محمدخان (برادر آمینه اقدس زن شاه) که بعدها لقب امین خاقان گرفت و سپس معروف به ملیجک شد. هرچند از لحاظ ظاهری کوتاه قد و بدترکیب بود، اما مورد لطف و عنایت شاه قرار داشت. گفته شده وقتی طفل بود، گنجشکی دید و آنرا به زبان کردی، ملوچ یا ملوچک خواند و به همین نام موسوم شد. از ملیجک بعدها پسری به دنیا آمد و او هم مورد لطف ومحبت شاه بود تا آنجا که در آغاز ملیجک ثانی یا ملیجک دوم خوانده می‌شد ولی بعدها لقب عزیزالسلطان گرفت.
به دستور شاه، برای ملیجک دوم دسته موزیک مخصوصی شکل گرفت و به استناد به بعضی روایات، درویش‌خان در موزیک ملیجک نوازندگی طبل کوچک را به عهده داشته و آشنایی او با موسیقی از همین‌جا آغاز شد. بعضی روایات هم اشاره به این دارند که درویش در دسته موزیک دیگری که به تقلید از موزیک ملیجک برای کامران میرزای نایب السطنه ایجاد شده بود، فعالیت می‌کرد.
- شاگردی آقاحسینقلی

غلامحسین به دربار شاه رفت‌وآمد داشت و ساز نوازندگان را می‌شنید و به دلیل سابقه آشنایی که با موسیقی داشت، به موسیقی و مخصوصاً تار علاقه‌مند شد. وقتی موضوع را با پدرش درمیان گذاشت، پدرش سه‌تاری برای او تهیه کرد و مقدمات را شخصاً به وی آموخت. سپس نزد آقا حسینقلی به تکمیل فن خود پرداخت و بعد از سال‌ها تمرین در نواختن تار و به‌ویژه سه‌تار مهارت یافت و بهترین شاگرد استاد خود شد. در این دوران، آشنایی با برادر بزرگتر آقاحسینقلی، میرزا عبدالله فراهانی که نوازنده تار و سه‌تار بود، به کار او غنای بیشتری بخشید.
- آشنایی با شعاع السطنه

درویش‌خان با کمال‌السلطنه (پدر ابوالحسن صبا) آشنایی داشت. کمال‌السلطنه از نزدیکان شعاع السلطنه پسر دوم مظفرالدین‌شاه بود و درویش‌خان را با او آشنا ساخت. بدین ترتیب که شبی آقا حسینقلی در محضر شاهزاده نوازندگی می‌کرد و از او اجازه گرفت تا شاگردش غلامحسین‌خان هم که در مجلس حاضر بود، بقیه دستگاهی را که استاد شروع کرده و ناتمام گذارده بود، بنوازد. درویش به‌خوبی از عهده کار برآمده و مورد توجه واقع شد.
از آن به بعد غلامحسین‌خان جزو نوازندگان مخصوص شعاع‌السلطنه شد و هنگامیکه شاهزاده به ایالت فارس منصوب گردید، درویش‌خان هم به همراه او به شیراز رفت. غلامحسین‌خان در این سفر با یک خانواده شیرازی وصلت کرد و حاصل این ازدواج دختری شد که او را  قمر نام نهادند.
از قرار معلوم مستمری دستگاه شعاع السلطنه کفاف زندگی درویش‌خان را نمی‌داد، پس او هم دعوت بزرگان را برای تدریس خصوصی پذیرفت تا از این راه درآمد بیشتری کسب کند. شعاع‌السلطنه هنگامی که از این کار او آگاه شد، برآشفت و او را احضار کرد و امر داد که انگشتان او را ببرند ولی کمال‌السلطنه شفاعت دوریش را کرد و او را رهایی داد.
- فرار از دست شعاع السطنه

پس از بازگشت به تهران، درویش‌خان در منزل خود کلاس موسیقی برپا کرد اما از اینکه همواره در پناه دستگاه شعاع‌السلطنه باشد ناراحت بود و در جستجوی راهی برای رهایی از دست او بود. بدین‌ترتیب چند تن از دوستان خود را برانگیخت تا اجازه آزادی او را کسب کنند. اما شاهزاده از این درخواست او خشمگین شد و فراشی را فرستاد او را به نزد خودش احضار کند. فراش هنگامی که غلامحسین‌خان مشغول تدریس موسیقی در منزلش بود وارد خانه شده و مأموریت خود را به او اطلاع داد. درویش‌خان هنگامی که از موضوع مطلع شد، فراش را مشغول ساخت و سپس از در پشتی منزل خود فرار کرد و به طرف منزل یکی از دوستانش به نام عباس‌قلی‌خان که سرایدار سفارت انگلستان در ایران بود رفت و نزد او پناهنده شد. سفیر انگلستان درویش را به حضور می‌طلبد و درویش نزد او و همسرش پیانو می‌نوازد و حتی به قدری اجرای او مورد پسند آنها قرار می‌گیرد که همسر سفیر هم پشت پیانو نشسته و با او همراهی می‌کند. پس از آن سفیر نامه‌ای به شعاع‌السلطنه می‌نویسد و از او آزادی درویش‌خان را درخواست می‌کند. بدین‌ترتیب درویش‌خان از ملازمت و مزاحمت شاهزاده رهایی پیدا کرد.
- 'آشنایی با عارف قزوینی

پس از رهایی، درویش‌خان با عارف قزوینی در ملک ییلاقی نظام‌السلطان که گلندوک نام داشت ملاقات می‌کنند که عارف داستان آشنایی آن شب را در دیوان خود ذکر کرده است.
- کنسرت‌های انجمن اخوت

پس از رهایی از دستگاه شعاع‌السطلنه، درویش با علاقه بیشتری به کار پرداخت و مدتی بعد به نزد صفاعلی ظهیرالدله حضور پیدا کرد و در سلک اخوان صفایی درآمد. با ظهور جنبش مشروطه ایران در نخستین کنسرت‌هایی که در انجمن اخوت تشکیل شد، وی سمت ریاست و رهبری ارکستر را داشت و همواره در این سمت باقی ماند.
- پرکردن صفحه

عکس یادگاری سفر به تفلیس برای پر کردن صفحه. به ترتیب نشسته از راست: باقر خان رامشگر، حسین طاهرزاده، درویش خان. ایستاده از راست: عبدالله دوامی، ابوالحسن اقبال آذر

درویش‌خان دوبار برای پرکردن صفحه گرامافون به خارج از ایران سفر کرد. همراهان او در سفر اول عبارت بودند از:
حبیب‌الله شهردار (مشیرهمایون)، سید حسین طاهرزاده، رضا قلی‌خان، حسین هنگ‌آفرین، باقرخان رامشگر و اسدالله‌خان
این سفر در دوران استبداد صغیر رخ داد. وقتی گروه به رشت رسیدند، اکبر خان فلوتی، برادر حسین هنگ‌آفرین هم که در آنجا اقامت داشت با آنها همراه شد و در همان هنگام مجاهدان به رشت رسیده بودند و در آنجا مستقر بودند. به خواهش آنها این هیئت سه شب در رشت کنسرت برگزار کرد. سپس همگی از راه روسیه به لندن رفتند و هنگامی که کمپانی هیز مسترز ویس (به انگلیسی: His Masters Voice) جشنی گرفته بود و از دیگر کشورها هم نوازندگانی برای پرکردن صفحه به آن شهر آمده بودند، تعدادی صفحه پر کردند که بعضی از آنها هنوز هم موجود است. از جمله صفحه تار سولوی درویش که در بیداد همایون نواخته است. هنگام بازگشت، وقتی به کرج رسیدند، علینقی وزیری که در آن هنگام افسر قزاق و مأمور شهر کرج بود، آنها را به نزد خود دعوت کرد و یک روز را با آنها گذر کرد. وقتی گروه به تهران بازگشتند، مقدمات فتح تهران فراهم شده‌بود و چند هفته بعد، تهران به دست مجاهدان فتح شد.
در سفر دوم درویش‌خان به همراه چهار نوازنده و خواننده که عبارت بودند از: باقرخان رامشگر، سید حسین طاهرزاده، اقبال‌السلطان (اقبال آذر) و عبدالله دوامی به تفلیس سفر کرد و از این سفر عکسی نیز به‌یادگار مانده است.
صفحه‌های ضبط‌شده از این سفر که توسط کمپانی دیویداف (به انگلیسی: Davidoff) تهیه شده بود، به برلین فرستاده شد اما به علت وقوع جنگ جهانی اول به‌جز چند صفحه، صفحات دیگر به تهران نرسید.
گروه در این سفر در هنگام اقامت در تفلیس، دو شب تالار گرجی‌ها را اجاره کردند و برای ایرانیان مقیم آنجا کنسرت‌هایی اجرا کردند.
- دیگر کنسرت‌ها

جدا از کنسرت‌های انجمن اخوت، درویش چند کنسرت نیز در گراند هتل تهران اجرا کرده است.
به موجب نامه شماره ۴۵۴ مورخ دوم برج ثور (اردیبهشت ۱۳۰۱) وزارت جنگ وقت، که جزو نامه‌های به دست آمده از درویش‌خان است، کمیسیونی برای جمع‌آوری اعانه به منفعت قحطی‌زدگان روسیه تشکیل شد و از درویش خواهش کرده‌اند به این منظور کنسرتی در سفارت روسیه بدهد و درویش هم این کار را پذیرفته و بدین‌ترتیب درآمدی به نفع آسیب دیدگان جمع‌آوری شده.
نامه دیگری نیز به شماره ۷۶۷۸ از وزارت معارف وقت به تاریخ نهم برج ثور (احتمالاً سال ۱۳۰۰) به‌جا مانده است که در آن از درویش‌خان تقدیر به عمل آمده است که پنجاه تومان از درآمد شب دوم و سوم هیئت ارکستر ایرانی را به رسم اعانه به ایتام مدارس ملی اختصاص داده است و مبلغ مذکور برای خرید هجده دست لباس به جهت اطفال یتیم، اختصاص یافته است.

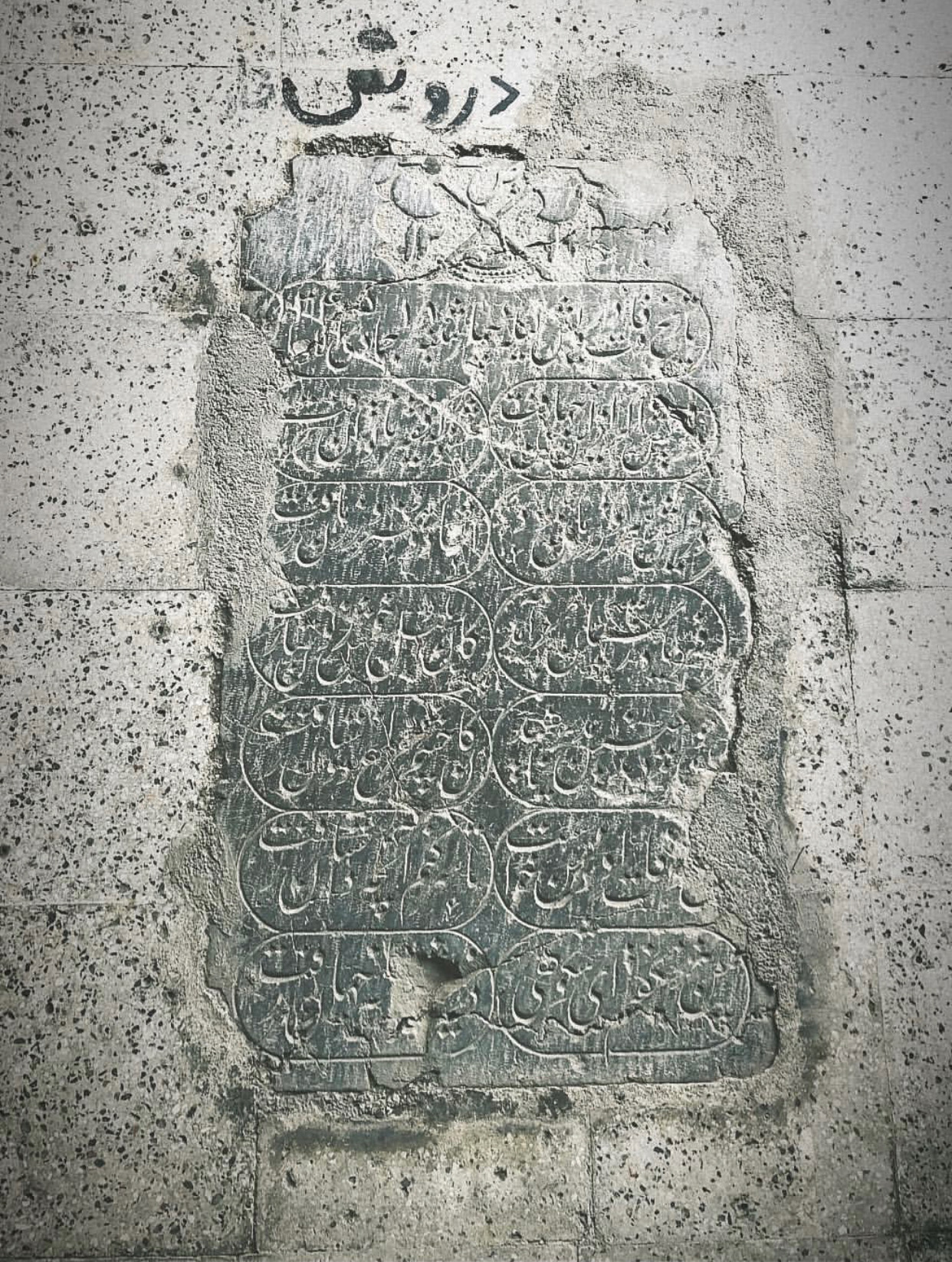
سنگ مزار درویش‌خان در گورستان ظهیرالدوله

## خصوصیات هنری غلامحسین درویش
روح‌الله خالقی دربارهٔ درویش‌خان در کتاب خود چنین گفته است:
«درویش تار و سه‌تار هر دو را نیکو می‌نواخت. مضراب ریز نازک و خوش‌آوازی داشت و پنجه‌اش لطیف و تند و مخصوصاً ذوق و سلیقه‌اش بسیار خوب و نوای سازش گرم و پخته بود … ساخته‌های درویش از لحاظ ملودی بسیار سلیس و روان و از جهت سازندگی و علم ترکیب‌کردن اصوات، مطابق قواعد و اصول می‌باشد. … پیش‌درآمدهایش اغلب به وزن سه‌چهارم نوشته شده ولی در حقیقت شش‌ضرب است که پایه آنها را از یکی از اوزان معروف ضرب‌گیرها اقتباس کرده است و بهترین نمونه پیش‌درآمد می‌باشد که به وسیله دیگران تقلید شده است … رنگ‌های درویش بهترین ساخته‌های اوست مخصوصاً از این نظر که با مخلوط کردن وزن‌های شش‌هشتم و سه‌چهارم زمینه‌های خوبی به دست داده که اغلب آنها به بسیار متنوع است چنان‌که از ابتدا سنگین شروع می‌شود و به‌تدریج در قسمت‌های بعد، سریع می‌گردد. مخصوصاً رنگ افشاری و رنگ دوم ماهور و رنگ‌های اصفهانش بی‌نهایت زیبا و دلچسب جلوه می‌کند که هنوز هم بهترین نمونه رنگ ایرانی است.»

## موسیقی زمان درویش‌خان
- موسیقی ضربی

موسیقی معمول آن دوره در درجه اول اهمیت، ردیف آوازها بود که نوازنده‌ای می‌نواخت و و آوازخوان همان را می‌سرایید و از ساز، جواب می‌شنید. این قسمتی بود که به تنهایی نواخته می‌شد زیرا در همه جا وزن مرتب و منظمی نداشت که چند نوازنده باهم بتوانند بنوازند.
- تصنیف

قسمت‌های ضربی که چند نوازنده می‌توانستند باهم بنوازند، تصنیف و رِنگ بود. تصنیف‌های معمول آن دوره از علی اکبر شیدا بود زیرا آنچه که قبل از او بود از لحاظ شعر ومفهوم و معنی کمتر مورد توجه بود و حتی دارای اشعار مبتذل نیز بود.
- رنگ

رنگ‌ها محدود بود و هر دستگاه رنگ مخصوصی داشت. تعدادی از رنگ‌های متداول آن دوره عبارت بودند از:
ضرب اصول در دستگاه شور، رنگ حربی در دستگاه ماهور، رنگ دلگشا در دستگاه سه‌گاه، رنگ‌های لزگی و حاشیه در دستگاه سه‌گاه، رنگ فرح در دستگاه همایون، رنگ فرح‌انگیز در دستگاه اصفهان، و رنگ شهرآشوب در دستگاه‌های شور و چهارگاه.
- موسیقی آوازی

آوازها از قید وزن آزاد بودند اما تعدادی قطعات ضربی هم در بین آنها دیده می‌شد. قطعات ضربی موجود در آوازها عبارت بودند از:
کراوغلی، که در مقدمه ماهور به وزن شش‌هشتم تند نواخته می‌شد، ساقی‌نامه در ماهور، صوفی‌نامه در اصفهان، نستوری در نوا، گریلی در شور، کرشمه که در اغلب آوازها به کار گرفته می‌شد. زنگوله و نغمه در راست‌پنجگاه و چهارپاره حجاز که در ماهور هم نواخته می‌شد.
- چهار مضراب

گذشته از نغمات فوق، قطعات دیگری هم به نام چهارمضراب متداول بوده که زمینه آن از یک برداشت کوچک به نام پایه شروع می‌شده است و در پرده‌های مختلف آواز پرورش می‌یافته و به زیروبم می‌رفته است به این ترتیب غیر از تصنیف‌ها و رنگ‌ها این گونه قطعات هم در مورد لزوم با چند ساز قابل اجرا بوده است.
تمام قطعاتی که در موارد فوق آنها اشاره شد، کوچک بوده و زیاد طول نمی‌کشیده است. تنها ساقی‌نامه و گریلی چون با شعر همزمان بوده است، در صورت حضور آواخوان بیشتر به طول می‌انجامید.

### نوآوری در موسیقی سنتی

#### استقلال و تحول در آهنگ‌سازی نو
در آغاز، آهنگسازی به شیوه نو توسط علی‌اکبر شیدا متخلص به شیدای شیرازی و عارف قزوینی آغاز شده بود. آن دو، آهنگسازی را به صورت اصولی نیاموخته بودند و تصنیفها را بر اساس ذوق و احساس خود می‌ساختند و خود بر آن‌ها شعر می‌نهادند و خود نیز آن‌ها را می‌خواندند.
اما این سبک موسیقی، توسط درویش‌خان به صورت یک حرفه مستقل هنری درآمد؛ زیرا او علاوه بر ردیف سنتی، با مبانی موسیقی بین‌المللی آشنا شده بود و بر اساس این دانش، آهنگ می‌ساخت. از سوی دیگر، به جای اینکه خود، آهنگ بخواند خوانندگان حرفه‌ای آن‌ها را اجرا می‌کردند. علاوه بر این، آهنگ‌های او با شعر شاعران حرفه‌ای خوانده شده و برای نواختن، از ارکستری که خود او در انجمن اخوت بنیان گذاشته بود بهره می‌گرفته است.
سعدی حسنی در کتاب «تاریخ موسیقی» دربارهٔ پیدایش موسیقی نوین ایران می‌نویسد: «نخستین تحول واقعی موسیقی را غلامحسین درویش آغاز کرد.»

#### تغییر در یکنواختی
پدر درویش‌خان، که کمی با موسیقی آشنا بود و سه‌تار می‌نواخت، او را در ده سالگی به شعبه موسیقی مدرسه نظام، وابسته به دارالفنون، سپرد که به سرپرستی موسیو لومر ایجاد شده بود. او در دارالفنون به فراگیری خط موسیقی و نواختن شیپور و طبل کوچک مشغول و با موسیقی اروپایی آشنا شد. در زمان تحصیل، متوجه یکنواخت بودن موسیقی ایرانی شد. به این جهت، آواز را که تا آن زمان بدون ضرب و طولانی بود، خلاصه و به صورت ضربی درآورده و از ضرب‌آهنگهای تازه و گاه برگرفته از موسیقی اروپایی استفاده کرد. او به «درآمد» که پیش از آواز نواخته می‌شد قطعه ضربی دیگری به نام «پیش‌درآمد» افزود.
دو سفر درویش به لندن و تفلیس، به همراه حسین طاهرزاده، عبدالله دوامی، ابوالحسن اقبال‌آذر و مشیر همایون شهردار باعث آشنایی بیشتر با آهنگ‌های غربی و افزایش میل او به نوآوری و آفرینش قطعات تازه و دلپذیری شد که ساختار ضرب‌آهنگ آن‌ها در موسیقی ایران سابقه نداشت. او نام این قطعات را والس، مارش و پولکا نهاد. این کار باعث ایجاد فضای تازه در موسیقی ایران و دعوت کمپانی‌های صفحه پرکنی خارجی از هنرمندان برای ضبط خوانده‌ها و نواخته‌هایشان به اروپا شد.

#### تغییر در تار
درویش در نواختن تار دست داشت. تا آن زمان تار دارای پنج سیم (دو سیم سفید، دوسیم زرد، و یک سیم بم) بود. اما با نگاه به سه‌تار به فکر افتاد سیم دیگری به تار بیفزاید و از آن هنگام تار دارای شش سیم شد و این عمل باعث ایجاد کوک‌های متنوع و جدید در تار شد.
درسال ۱۳۹۸ یک فیلم کوتاه انیمیشن دربارهٔ درویش‌خان ساخته شد. نام این انیمیشن «سیم ششم» می‌باشد که در آن به اختراع سیم ششم تار توسط درویش‌خان و همچنین مرگ این هنرمند بزرگ پرداخته است. کارگردان این فیلم انیمیشن بهرام عظیمی و نویسنده فیلمنامه مهناز عادلی می‌باشد.

#### گسترش پیش‌درآمد
همان‌طور که اشاره شد، قطعات متداول زمان درویش‌خان از لحاظ زمانی کوتاه بود و هنگامی که نوازندگان ارکستر می‌خواستند نواختن دسته جمعی را با یک مقدمه طولانی‌تر آغاز کنند، آهنگ‌های کمی در دسترس داشتند.
پس از مشروطیت و آزادشدن اجتماعات و تشکیل انجمن‌های مختلف، ارکسترها با عده بیشتری تشکیل یافت و اولین کنسرت‌ها با تشویق ظهیرالدوله در مجالس بزرگی که شنونده‌های بیشتری داشت، ایجاد شد؛ بنابراین برای شروع کنسرت‌ها آهنگ‌های دیگری لازم بود که مفصل‌تر باشد و چند دقیقه‌ای به طول بکشد تا مردم را برای شنیدن ساز و آواز آماده کند. بدین‌صورت اولین پیش‌درآمدها ایجاد شد. هرچند پیش‌درآمد سابقه طولانی نیز داشته
است اما تا قبل از درویش‌خان این پیش‌درآمدها قطعات مستقلی به‌شمار نمی‌آمد. مبتکر پیش‌درآمد به سبک امروز، درویش‌خان بوده است. او پیش‌درآمدهایش را توسعه داده و در تمام گوشه‌های آواز پروراند. بدین ترتیب آنها را تبدیل به قطعات مستقل کرد.
این قطعات به پیشنهاد مشیر همایون، به مناسبت اینکه قبل از درآمد زده می‌شد، پیش‌درآمد نام گرفت. روح‌الله خالقی اشاره می‌کند که احتمالاً نام پیش‌درآمد قبل از نام‌گذاری مشیر همایون وجود داشته است و همین ذهن او را با این کلمه آشنا ساخته بود.
داستان دیگری نیز ابوالحسن صبا از پدرش نقل کرده است که به علت دیگری برای ظهور پیش‌درآمد اشاره کرده است:
کمپانی هیز مسترز ویس (به انگلیسی: His Masters Voice) به خواجه هابمارسون مأموریت می‌دهد که در تهران با موسیقی‌دان‌های مشهور برای پر کردن صفحه مذاکره کند و عده‌ای را با خود به لندن بیاورد تا صفحاتی از موسیقی آنها ضبط شود. هامبارتسوم به ملاقات آقا حسینقلی می‌رود و او را متقاعد می‌کند تا با او رهسپار لندن شود و آقا حسنقلی هم قبول می‌کند و با عده‌ای راهی لندن می‌شوند. درویش‌خان به نزد او می‌رود و می‌گوید: شما با این کار اعتبار موسیقی و موسیقی‌دان را در ایران پایین می‌آورید. وقتی شما که استاد مسلم هستید هنر را به هیچ بفروشید، فردا شاگردان شما چه اعتباری خواهند داشت. میرزا این عقیده را می‌پسندد ولی نماینده کمپانی وانمود می‌کند که درویش از راه حسد و کارشکنی این مطالب را گفته است. با این حال آقا حسینقلی تحت تأثیر سخنان درویش از کمپانی طلب دستمزد می‌کند و بالاخره معامله با چند متر پارچه ماهوت انگلیسی ختم می‌شود و هیئت نوازندگان به سمت لندن راهی می‌شود. درویش وقتی از شرط حقارت‌آمیز این معامله آگاه می‌شود، تصمیم به مبارزه می‌گیرد و شروع به ساختن قطعاتی به اسم پیش‌درآمد می‌کند. استقبال عموم از پیش‌درآمدهای درویش طوری بود که وقتی صفحات به تهران رسید، با شکست مواجه شد؛ زیرا مردم صفحه پیش‌درآمد درویش را می‌خواستند.
روح‌الله خالقی این حکایت را در کتاب خود نقل کرده و آنرا فاقد اعتبار و نادرست می‌داند.

## آثار درویش‌خان
در مجموع هفت پیش‌درآمد، شش تصنیف، یازده رِنگ و قطعاتی متفرقه از درویش‌خان برجای مانده است.

### پیش‌درآمدها
1. پیش‌درآمد ماهور
2. پیش‌درآمد ابوعطا (اول)
3. پیش‌درآمد ابوعطا (دوم)
4. پیش‌درآمد سه‌گاه
5. پیش‌درآمد شوشتری
6. پیش‌درآمد افشاری

۷. پیش‌درآمد راک (ماهور)

### تصنیف‌ها
۱. بهار دلکش (ابوعطا) که شعر آن چنین است:
| بهار دلکش رسید ودل به جا نباشد         |  | از آنکه دلبر دمی به فکر ما نباشد       |
| در این بهر ای صنم بیا آشتی کن          |  | که جنگ و کین با من حزین روا نباشد      |
| صبحدم بلبل بر درخت و گل بخنده می‌گفت    |  | مه جبینان را نازنینان را وفا نباشد     |
| اگر که با این دل حزین تو عهد بستی      |  | حبیب من با رقیب من چرا نشستی           |
| چرا عزیزم دل مرا به کینه خستی          |  | بیا در برم از وفا یکشب ای مه نخشب      |
| تازه کن عهدی، تازه کن عهدی که بر شکستی |  | تازه کن عهدی، تازه کن عهدی که بر شکستی |

۲. ز من نگارم (ماهور) که شعر آن چنین است:
| ز من نگارم، حبیبم خبر ندارد                |  | به حال زارم عزیزم نظر ندارد   |
| خبر ندارم من، از دل خود                    |  | دل من از من حبیبم خبر ندارد   |
| کجا رود دل عزیز من آی که دلبرش نیست        |  | کجا پرد مرغ عزیزم که پر ندارد |
| فغان از این عشق حبیب من آخ امان از این عشق |  | که غیر خون جگر ندارد          |
| همه سیاهی حبیبم همه تباهی                  |  | مگر شب ما عزیزم سحر ندارد     |
| بهار مضطر حبیب من آی منالُ دیگر             |  | که آه و زاری اثر ندارد        |
| جز انتظار (انتظام) و حبیبم جز استقامت      |  | وطن علاج عزیزم دگر ندارد      |
| ز هر دو دست بر سرش بکوبند                  |  | کسی که تیغ عزیزم دوسر ندارد   |

۳. دائم مه من (ماهور) که شعر آن چنین است:
| دائم مه من بر دلبریش کند ناز    |  | چون خواجه منعم که به درویش کند ناز |
| عاشق طلبی بین که جو معشوق نبیند |  | در آیینه بیند رخ و بر خویش کند ناز |
| مُردم به لب چشمه حیوان دهانش     |  | چون تشنگی م بیش شود بیش کند ناز    |
| ای کاش که از خویش آگه نشود یار  |  | ترسم که به اندازه خوبیش کند ناز    |
| دانست که من عاشق و دیوانه اویم  |  | هرروز به من بیشتر از پیش کند ناز   |
| از پیش و پسش ظنظنه حسن جمالش    |  | از پشت کند غمزه و از پیش کند ناز   |

۴. صبحدم ز مشرق (سه‌گاه) که شعر آن چنین است:
| صبحدم ز مشرق طلوعی در جهان کن      |  | بزم ما منور زمویت گلفشان کن |
| ملک دل مسخر ز رویت ناگهان کن       |  | صنم شاهی تو، مرا جانم فدایت |
| تاجم ماهی تو مرا مردم برایت        |  | حبیبم، ملیحم، صبیحم         |
| مه رخشانم تویی توآرام جانم تویی تو |  | شمع مجلسم، سرو نورسم        |

۵. عروس گل (سه‌گاه) که شعر ان چنین است:
| عروس گل از باد صبا                |  | شده در چمن چهره گشا                 |
| الا ای صنم بهر خدا                |  | ز پرده تو رخ به در کن               |
| ندیده بودم چهر پری                |  | نهفته کند جلوه گری                  |
| تو چون از پری زیبا تری            |  | هر آیینه جلوه سر کن                 |
| دیده کسی هرگز بود پیچه زدن خوی گل |  | پرده برافکن تا شود پرده نشین روی گل |
| آه نهان چرا چهره دلجوی تو         |  | یار، گشاده به روی تو و موی تو       |

۶. باد خزان (افشاری):
| باد خزان وزان شد                    |  | چهره گل نهان شد                 |
| طلایه لشکر خزان                     |  | از دو طرف عیان شد               |
| چو ابر بهمن ز چشم من                |  | چشمه خون روان شد                |
| ناله‌ها مرغ سحر از غم آشیان زد       |  | آشین سوخته بین مشعله در جهان زد |
| درین زمستان به هر شبستان            |  | تو انگران راحت و شادان و خندان  |
| فتاده گریان، فقیر و عریان           |  | گرسنه در بستر برف و بوران       |
| کشور خراب، فغان و زاری              |  | ظلم بی حساب، سیاه کاری          |
| وه چه کنم از غم بی‌قراری             |  | تا به کی کشیم ذلت و بیماری      |
| بیا مه من رویم از این ورطه جانسپاری |  | رویم از این ورطه جانسپاری       |

اشعار این تصنیف‌ها از محمدتقی بهار است، به‌استثنای تصنیف صبحدم ز مشرق که از حاجب است. در این میان دو تصنیف بهار دلکش و ز من نگارم، شهرت بیشتری پیدا کرده‌اند.
با وجود اینکه درویش به کارهای سیاسی، اجتماعی گرایش نداشت اما تصنیف ز من نگارم، سروده ملک الشعرا و تصنیف باد خزان وزان شد حال و هوای اعتراضی دارند.

### رِنگ‌ها
1. رنگ ماهور (قهر و آشتی)
2. رنگ ماهور (دوم)
3. رنگ همایون
4. رنگ شوشتری
5. رنگ اصفهان (پریچهر و پریزاد)
6. رنگ اصفهان (غنی و فقیر)
7. رنگ سه‌گاه
8. رنگ ابوعطا
9. رنگ افشاری
10. رنگ افشاری (دوم)

۱۱. رنگ اصفهان (سوم)

### قطعات متفرقه
۱. سرود «مارش جمهوری» (ماهور)
۲. «پولکا» در فا ماژور (ماهور و چهارگاه)
۳. «حصار» (چهارگاه)
۴. «دوضربی افشاری»

## آموزش شاگردان
وی از نخستین کسانی است که در ایران کلاس آموزش موسیقی برپا کرد و شماری از نامداران موسیقی ایرانی، شاگردان او بوده‌اند. او به شاگردانی که دوره‌های مختلف، درسش را با موفقیت می‌گذراندند نشانی به شکل تبرزین هدیه می‌داد که از جنس مس و نقره و برای شاگردان سطوح عالی، از جنس طلا بود. از جمله شاگردان او که موفق به دریافت تبرزین طلا شدند، می‌توان مرتضی نی‌داوود، ابوالحسن صبا، موسی معروفی، نورعلی برومند ارسلان درگاهی و سعید هرمزی را نام برد.

## رابطه با خانواده خالقی
پس از فوت میرزا غلامرضای شیرازی که آشنایی و رابطه گسترده‌ای با خانواده خالقی داشت، از قول روح‌الله خالقی، این خانواده با درویش‌خان آشنا شد و پدر روح‌الله خالقی نیز از تعلیمات او برخوردار شده بود. روزی به دعوت آنها درویش‌خان به باغ خانوادگی آنها می‌آید و ماجرای آن آشنایی را روح‌الله خالقی چنین می‌نویسد:
«محفل آراسته‌ای به پاس احترام او ترتیب دادند و حضار که اهل ذوق و دوستدار موسیقی بودند، مقدم استاد را گرامی داشتند. اطراف حوض دایره شکلی را که در حاشیه‌اش شمعدانی‌های قرمز کاشته بودند، فرش انداختند و همه با محبت و بی‌ریا چهار زانو دور هم نشستند. ماه از پشت درختان دلربایی می‌کرد و با شکوهی تمام به بالا می‌خرامید. نسیم ملایم شهریور می‌وزید و حرکت شاخه‌ها، زمین را سایه روشن می‌کرد. نوای سر انگشتان درویش‌خان هم رونق خاصی به محفل انس داده بود … دفعه دیگر استاد تار را زمین گذارد و سه‌تار به دست گرفت و شورِ بالادسته را با کوک مخصوص خود نواخت که آیتی از لطف و زیبایی بود و هرگز اثرش با اینکه سال‌ها از این داستان می‌گذرد، از خاطرم محو نشده است …»

## فعالیت‌های خیریه
علاوه بر اجرای کنسرت برای جمع‌آوری کمک برای قحطی زدگان روسیه، اجرای کنسرت‌های دیگری نیز برای ایجاد دبیرستان فرهنگ، کنسرت برای آتش‌سوزی آمل در ۱۲۹۶ خورشیدی، کنسرت برای بازسازی خرابی‌های آتش‌سوزی بازار و نیز کنسرت برای غارت شدگان ارومیه در ۱۲۸۶ خورشیدی از جمله تلاش‌های او در دوران مشروطه بود.

## علاقه به گل و گیاه
درویش خان شیفته گل و گیاه بود و در حیاط خانه‌اش گل‌های رنگارنگ بسیاری داشت که همه را به دست خود پرورش داده بود.
در کتاب سرگذشت موسیقی ایران نیز به علاقه او به گل و گیاه اشاره شده است:
او در زمان حیاتش شیفته گل بود و در صحن خانه‌اش، گلهای رنگارنگ داشت که همه را به دست خود پرورش می‌داد و اوقات فراغت خود را با نبتات خوش رنگ و بو، قرین و همدم بود.

## اخلاقیات
تکیه کلام او یا پیر و یا پیرجان بود به همین جهت به این نام معروف شد و همه او را یا پیر و یا پیرجان صدا می‌کردند. روح‌الله خالقی دربارهٔ او نقل می‌کند:
«درویش طبعی لطیف و ذوقی سرشار داشت. هنرمندی متجدد و بی‌تکلف، بسیار متواضع و فروتن، بی‌آزار و بردبار، انسان‌دوست و زیردست‌نواز، خوش معاشرت و رفیق‌دوست بود. از هیچ‌کس بدگویی نمی‌کرد؛ یعنی عارف به تمام معنا که فقط نیکی می‌دید و همه را خوب می‌پنداشت. مردی بود نکته سنج و با نمک و خوش بیان و ظریف و رند و شوخ. چنان‌که وقتی کلام گوشه‌داری می‌شنید، به وضعی دلپسند و مؤدب، جواب مناسب می‌داد اما نه آنطور که خاطری را آزرده سازد. هنر را بسیار محترم می‌شمارد و وضع و رفتارش چنان بود که مورد احترام و تکریم همه واقع می‌شد. نسبت به استادان خود حق‌شناس و سپاس‌گزار بود و با شاگردانش به کمال ملاطفت و مهربانی رفتار می‌کرد و آنها را به‌مانند برادر و فرزند خود دوست می‌داشت.»

## مرگ درویش‌خان

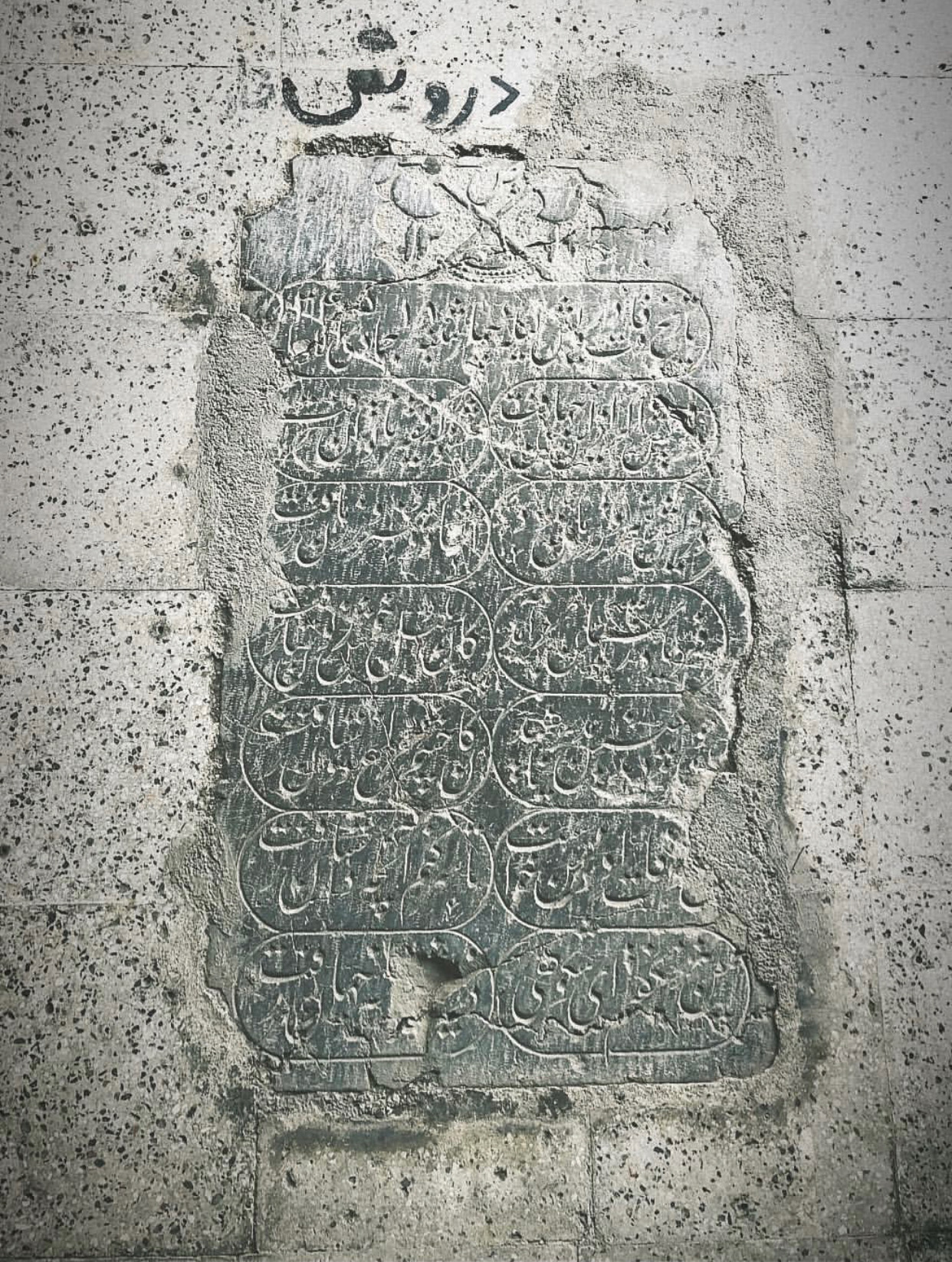
قبر درویش خان در گورستان ظهیر الدوله

در شب چهارشنبه، دوم آذر ماه ۱۳۰۵ هجری خورشیدی، هنگام بازگشت از جلسه محفل موسیقی در منزل یکی از دوستان به خانه، درشکه‌ای دو اسبه کرایه می‌کند. در آن زمان خودرو به تازگی وارد خیابان‌های شهر شده بود و شمار آن‌ها به سختی به پنجاه دستگاه می‌رسید. زمانی که درشکه از خیابان امیریه به سمت شمال می‌پیچد، خودروی فوردی از جهت مخالف با درشکه و اسب‌های آن برخورد می‌کند. اسب‌های درشکه درجا تلف می‌شوند و وی از درشکه به بیرون پرتاب شده و از ناحیه سر به زمین برخورد می‌کند. بی‌درنگ مردم رسیده و او را به بیمارستان نظمیه تهران (که بهترین بیمارستان آن زمان تهران بود) می‌رسانند. اما بر اثر ضربه‌ای که بر سر او وارد آمد، چنان به سختی آسیب دید که پنج روز بعد در بیمارستان به علت ضربه مغزی در سن ۵۴ سالگی درگذشت. وی در گورستان ظهیرالدوله میان امامزاده قاسم و تجریش شمیران که قبرستان درویشان صفایی است، در کنار قبر علی ظهیرالدوله به خاک سپرده شد.
چند روز پس از مرگ او مدیر روزنامه ناهید مقاله بلندی به یاد او نوشت و از مرگ او اظهار تاسف کرد.
بر روی سنگ قبر او این اشعار نوشته شده است:
| درویش اگر از این جهان رفت |  | مشنو که فقیر و ناتوان رفت |
| درویش هنر ور زمان بود     |  | استاد هنرور زمان رفت      |
| فریاد ز بوستان برآمد      |  | کان بلبل خوش ز بوستان رفت |
| چون دید چنین مدیر ناهید   |  | کان چشم و چراغ دوستان رفت |
| تاریخ وفات او ز من خواست  |  | تا سر کنم آنچه داستان رفت |
| من نیز بگفتم ای شکوهی     |  | درویش یگانه زمان رفت      |

(سال ۱۳۴۵ قمری)

#### تقدیر از درویش‌خان پس از مرگ
محمد هاشم میرزا متخلص به «افسر» در مدح این استاد و درویش عبدالمجید طالقانی، استاد خط شکسته‌نستعلیق که هر دو اهل طالقان هستند دو بیت زیر را سروده است:
 
| درویش زمان ما و درویش نخست   |  | هریک به رهی رسم تجدد می‌جست   |
| آن یک خط راست را شکسته بنوشت |  | وین موسیقی شکسته را کرد درست |

ایرج میرزا نیز در وصف او از زبان «زهره» در منظومهً «زهره و منوچهر» گفته است:
| تار نهم در کف درویش خان |  | تا بدمد بر بدن مرده جان |

چند روز پس از این حادثه، علینقی وزیری مجلس یادبودی برای او در مدرسه موسیقی خود بر پا کرد. عکس بزرگ درویش و تار دست وی را در گوشه سالن گذاردند و نواری سیاه به دور آن افکندند و با گل که مورد علاقه او بود تزیین کردند. وزیری در آن مجلس به جای ناله و ندبه، با موسیقی یاد درویش را گرامی داشت. در این جلسه برای اولین بار در تاریخ موسیقی ایران، جلسه تذکر با نوای موسیقی آغاز شد. شماری از دولتمردان آن روزگار از جمله چهار تن از وزیران کشوری نیز در آن حضور داشتند. در این مجلس، آثاری از درویش‌خان شامل پیش‌درآمد افشاری و تصنیف باد خزان وزان شد توسط ارکستر به رهبری وزیری نواخته شد و خود او نیز با تار، چند قطعه از آفریده‌های او را به تنهایی نواخت و در پی آن، سخنانی در اهمیت حضور او در جامعه موسیقی ایران بیان کرد. سپس حسین گل‌گلاب شعری در رثای درویش در برگه‌ای نوشت و خواند:
| چون اشک شمع تا مژه بر یکدیگر زدیم |  | داغ تو از سر آمد و از پای ما گذشت |

در انتها حضار پای برگه شعر را به یاد آن شب امضا کردند.